# Browning Hi-Power BDA
A Browning Hi-Power BDA (Browning Double Action) é uma pistola semiautomática de 9 mm desenvolvida no início dos anos 80 na fábrica de armas belga Fabrique Nationale em Herstal. A pistola foi concebida em 1983 para competir no XM-9 Pistol Trials nos Estados Unidos para selecionar uma nova arma curta no calibre 9×19mm Parabellum que equiparia todos os ramos das forças armadas dos Estados Unidos. Por fim, o vencedor da licitação foi a italiana Beretta 92F. As forças de defesa finlandesas aceitaram a arma em serviço como sua pistola de serviço geral sob a designação 9.00 PIST 80 e 9.00 PIST 80-91. A pistola foi comercializada na Europa como HP-DA.
O layout geral do design de todas as versões da pistola é baseado no Browning Hi-Power, mas a arma apresenta alterações ergonômicas significativas, projetadas para atualizar a arma para os requisitos militares modernos. O mais notável é um encurtamento do dente reto do cão, que tendia a "morder" a pele entre o polegar e o indicador da mão do atirador se um Hi-Power original fosse empunhado sem cautela.